# Bildstenarna från Stora Hammars
Bildstenarna från Stora Hammars eller Lärbrostenarna är daterade till 700-talet, det vill säga yngre järnålder. De fyra resta kalkstenshällarna är prydda med ornament och bildframställningar huggna i lågrelief och har troligtvis också varit bemålade när de restes. Bildstenarna stod ursprungligen på Hammarsäng vid gården Stora Hammars i Lärbro socken men flyttades 1923 (två av stenarna 1946) till friluftsmuseet Bungemuseet i Fårösund, båda platserna belägna på Gotland.
Den mest berömda stenen, Stora Hammars I (Bunge 142), är 3,25 meter hög, har god bildtydlighet och tros skildra en legend om rovet av kungadottern Hild, som har bevarats i en isländsk saga. På bildfälten syns en offerscen och en hängning, en landstigning från båt där öns försvarare leds av en kvinna, stridsscener och hästar, samt ytterligare ett stort skepp längst ner.  
De tre andra stenarna är något mindre, mellan 2,5 och 2,8 meter höga, och har sämre bildtydlighet. Av dessa är den tredje stenens (Bunge 145) bilder bäst bevarade och skildrar gudasagor och skepp. På Bungemuseet finns också en mindre bildsten från Stenkyrka socken och två runstenar. 

## Bildgalleri

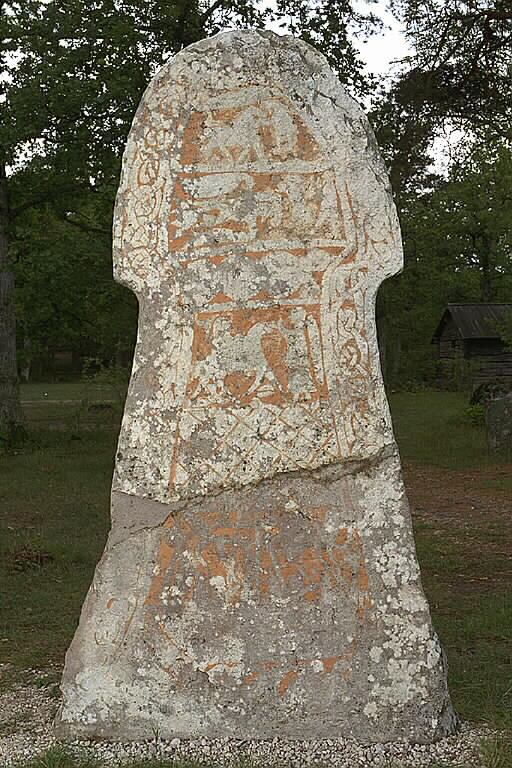
Stora Hammars III (Bunge 145).
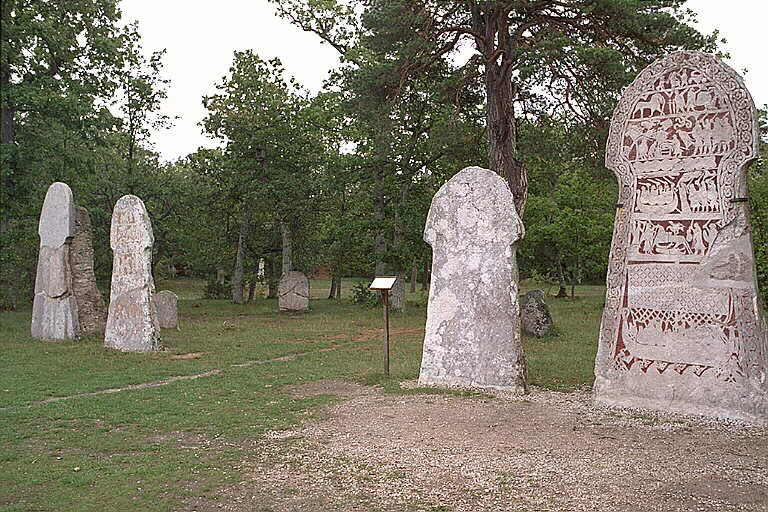
De fyra bildstenarna på Bungemuseet.
Stora Hammars I (Bunge 142), fotograferad år 1925.